# Condado de Perry (Ohio)
El condado de Perry (en inglés: Perry County), fundado en 1818, es uno de 92 condados del estado estadounidense de Ohio. En el año 2000, el condado tenía una población de 34,078 habitantes y una densidad poblacional de 32 personas por km². La sede del condado es New Lexington. El condado recibe su nombre en honor a Oliver Hazard Perry. 

## Geografía
Según la Oficina del Censo, el condado tiene un área total de 1,069 km², de la cual 1,061 km² es tierra y 7 km² (0.68%) es agua.

### Condados adyacentes
- Condado de Licking (norte)
- Condado de Muskingum (noreste)
- Condado de Morgan (sureste)
- Condado de Athens (sur)
- Condado de Hocking (suroeste)
- Condado de Fairfield (oeste)

## Demografía
Según la Oficina del Censo en 2000, los ingresos medios por hogar en el condado eran de $34,383, y los ingresos medios por familia eran $40,294. Los hombres tenían unos ingresos medios de $31,664 frente a los $21,147 para las mujeres. La renta per cápita para el condado era de $15,674. Alrededor del 11.8% de la población estaban por debajo del umbral de pobreza.

## Municipalidades

### Villas
| - Corning - Crooksville - Glenford - Hemlock | - Junction City - New Lexington - New Straitsville - Rendville | - Roseville - Shawnee - Somerset - Thornville |

### Áreas no incorporadas
| - Bristol - Milligan - Mount Perry | - Moxahala - Rehoboth |

### Municipios
El condado de Perry está dividido en 14 municipios:
| - Bearfield - Clayton - Coal - Harrison - Hopewell | - Jackson - Madison - Monday Creek - Monroe - Pike | - Pleasant - Reading - Salt Lick - Thorn |